# Пал Надь
Пал Надь (угор. Nagy Pál, нар. 2 травня 1935, Сольнок, Угорщина) — угорський фехтувальник на шпагах, олімпійський чемпіон 1968 року.

## Виступи на Олімпіадах
| Олімпіада   | Дисципліна     | Місце |
| ----------- | -------------- | ----- |
| Мехіко 1968 | командна шпага | 1     |